# Yungipicus
Yungipicus (лат.) — род птиц из семейства дятловых. Распространены в Азии. До 2015 года входящие в этот род виды включали в состав рода пёстрых дятлов (Dendrocopos). Ряд орнитологов-систематиков, занимающихся таксономическими исследованиями, продолжают делать это и сегодня.

## Классификация
Международный союз орнитологов в род включает 7 видов:
- Yungipicus canicapillus (Blyth, 1845) — Большой острокрылый дятел, или малый сероголовый дятел
- Yungipicus kizuki (Temminck, 1836) — Малый острокрылый дятел
- Yungipicus maculatus (Scopoli, 1786) — Филиппинский острокрылый дятел
- Yungipicus moluccensis (J. F. Gmelin, 1788) — Малайзийский дятел
- Yungipicus nanus (Vigors, 1832)
- Yungipicus ramsayi Hargitt, 1881
- Yungipicus temminckii (Malherbe, 1849)